# Watubela-Inseln
Die indonesischen Watubela-Inseln (indonesisch Kepulauan Watubela, auch Matabello-Inseln, lokal Wakate) bestehen aus den Hauptinseln Watubela, Kasiui (Kesui, Kasui) und Teor (Tioor) und vier weiteren kleinen, unbewohnten Inseln. Sie gehören zu den Südlichen Molukken. 

## Geographie
Die Watubela-Inseln liegen westlich von Neuguinea, im äußeren Bandabogen. Ungefähr 40 km im Nordwesten liegen die Gorom-Inseln und dahinter Seram und ungefähr 80 km im Süden liegen die Insel Kur und die Kei-Inseln. Östlich befindet sich die Seramsee, westlich die Bandasee. 
Die Watubela-Inseln bilden den Subdistrikt (Kecamatan) Wakate, der zum Regierungsbezirk (Kabupaten) Seram Bagian Timur (Sektion Ost-Seram) gehört (Provinz Maluku). Wakate unterteilt sich in neun Desa („Dörfer“) und war früher Teil des Subdistrikt Pulau Gorom.
Die Inseln bilden eine Kette. Alle Ortschaften liegen im Küstenbereich der Inseln.
Die größte Insel ist Kasiui mit den Orten Gulir in der Mitte an der Westküste, Utta (Utah, Uta, Oeta) an der nördlichen Ostküste und Tamher Timur (Temeer Timur) an der Südküste. Weitere Orte auf Kasiui sind Tamher Barat (Temeer Barat) an der Südwestküste, Kelangan (Kalangan) an der Südostküste und Amar Laut (Amarlaut) zwischen Kelangan und Utta. Gulir ist ein Fischereihafen und bildet kein eigenständiges Desa. Es gehört administrativ zu Tamher Barat.
Nördlich liegt Watubela, die namensgebende Insel des Archipels, mit den Orten Ilili an der Nordspitze, Effa an der Westküste und Lahema im Süden und noch ein Stück weiter nördlich das Eiland Ingar (Ingei). 
Südlich liegt die zweitgrößte Insel Teor mit dem Hauptort Wirmaf an der Ostküste und kleineren Weilern, wie Rumahlusi an der Nordküste und Ralatlumoi an der Westküste. 
Zwischen Teor und Kasiui liegt die kleine Insel Baam und östlich davon das Eiland Kurkap. Östlich von Teor liegt außerdem das Eiland Uran. Baam und Uran gehören administrativ zu Teor, Kurkap zum Desa Tamher Timur und Ingar zum Desa Ilili. Die Gesamtfläche der Inseln beträgt 55,6 km².
Um die Inseln gibt es Korallenriffe und Seegraswiesen, die sich durch eine hohe Biodiversität auszeichnen. Dazu kommen Mangrovenwälder, die in kleineren Flächen an der Küste von Kasiui verteilt liegen.

## Bevölkerung
Auf den Inseln leben 9251 Einwohner (2010). 
Auf Kasiui wird von der Ethnie der Watubela (Wesi) die Sprache Watubela gesprochen. Die Watubela sind mehrheitlich muslimischen Glaubens, 25 % sind Christen. Auf Teor wird die Sprache Teor gesprochen. Beide einheimischen Sprachen gehören zu den austronesischen Sprachen, wobei Teor mehr Kur von der benachbarten, gleichnamigen Insel ähnelt, als dem Watubela.